# 뇌터 군
군론에서, 뇌터 군(영어: Noetherian group)은 부분군들이 오름 사슬 조건을 만족시키는 군이다.

## 정의
군 {\displaystyle G}에 대하여, 다음 두 조건이 서로 동치이며, 이를 만족시키는 군을 뇌터 군이라고 한다.
- {\displaystyle G}의 부분군 격자 {\displaystyle \operatorname {Sub} (G)}는 오름 사슬 조건을 만족시킨다.
- {\displaystyle G}의 모든 부분군은 유한 생성 군이다.

## 성질

### 연산에 대한 닫힘
뇌터 군의 부분군·몫군은 뇌터 군이다. 뇌터 군의 뇌터 군에 의한 확대는 뇌터 군이다.

### 뇌터 가해군
군 {\displaystyle G}에 대하여, 다음 두 조건이 서로 동치이며, 이를 만족시키는 군을 다순환군(영어: polycyclic group)이라고 한다.:165
- 가해군이며, 뇌터 군이다.
- 모든 {\displaystyle i=0,\dots ,n-1}에 대하여 {\displaystyle G_{i}\vartriangleleft G_{i+1}}이며 {\displaystyle G_{i+1}/G_{i}}가 순환군인, 부분군의 열 {\displaystyle 1=G_{0}\vartriangleleft G_{1}\vartriangleleft \cdots \vartriangleleft G_{n}=G}가 존재한다.

멱영군 {\displaystyle G}에 대하여, 다음 두 조건이 서로 동치이다.:145
- 뇌터 군이다.
- 유한 생성 군이다.

## 예
모든 유한군은 뇌터 군이다. 모든 유한 생성 멱영군은 뇌터 군이다.:145
다순환군의 유한군에 의한 확대는 뇌터 군이다. 그 역은 성립하지 않는다. 즉, 지표가 유한한 다순환 정규 부분군을 갖지 않는 뇌터 군이 존재한다. 그러나 이러한 반례의 구성은 매우 복잡하다.

## 역사
에미 뇌터의 이름을 땄다. 다순환군의 유한군에 의한 확대가 아닌 뇌터 군은 알렉산드르 유리예비치 올샨스키(러시아어: Александр Юрьевич Ольшанский)가 1979년 논문에서 처음 구성하였다.

## 참고 문헌
1. 1 2 3  Robinson, Derek S. (1965). “Joins of subnormal subgroups”. 《Illinois Journal of Mathematics》 (영어) 9: 144–168. ISSN 0019-2082. MR 0170953. Zbl 0135.04805.
2. ↑  Ольшанский, А. Ю. (1979). “Бесконечная простая нётерова группа без кручения”. 《Известия Академии наук СССР. Серия математическая》 (러시아어) 43 (6): 1328–1393. doi:10.1070/IM1980v015n03ABEH001268. ISSN 0373-2436. MR 0567039. Zbl 0431.20027.
3. ↑  Ol'šanskiĭ, A. J. (1980). “An infinite simple Noetherian group without torsion”. 《Mathematics of the USSR-Izvestiya》 (영어) 15 (3): 531–588. doi:10.1070/IM1980v015n03ABEH001268. ISSN 0025-5726. MR 0567039. Zbl 0431.20027.